# Nottingham Forest F.C.
Nottingham Forest Football Club – angielski klub piłkarski występujący w Premier League, z siedzibą w West Bridgford. Nazwa klubu pochodzi od parku Forest Recreation Ground w Nottingham.
Zdobywca mistrzostwa Anglii w 1978 roku oraz dwóch Klubowych Pucharów Europy w latach 1979 i 1980. Klub odniósł te sukcesy w okresie, kiedy jego menedżerem był Brian Clough, który pracował z drużyną przez 18 lat (1975–1993). W sezonie 2020/2021 zespół występował w rozgrywkach drugiej ligi angielskiej - Football League Championship. W wyniku degradacji do League One, w maju 2005 roku, Nottingham Forest stał się pierwszym w historii klubem, który zdobył europejski puchar i spadł do trzeciej ligi. 
W sezonie 2022/2023 zespół wrócił do Premier League.

## Historia

### Początki
Klub Nottingham Forest został założony w 1865 roku pod nazwą Nottingham Forest Football and Bandy Club. Pierwszy w historii oficjalny mecz klub rozegrał przeciwko Notts County 22 marca 1866 roku. Z kolei pierwszy mecz ligowy piłkarze Nottingham Forest rozegrali 23 kwietnia 1870 roku. W sezonie 1878/1879 zespół po raz pierwszy wystąpił w Pucharze Anglii. 
Piłkarze Nottingham Forest w 1898 roku zdobyli Puchar Anglii, pokonując 3:1 Derby County.

### XX wiek
Większość pierwszej połowy XX wieku zespół spędził w drugiej lidze. W 1919 roku Pierwsza Liga Piłkarska miała zostać poszerzona z dwudziestu do dwudziestu dwóch drużyn. Nottingham Forest był jednym z ośmiu klubów ubiegających się o awans. W głosowaniu otrzymał trzy głosy – mniej niż Arsenal i Chelsea, które zdobyły dodatkowe miejsca. W 1949 roku klub spadł do trzeciej ligi. W 1951 roku awansował jako mistrz. Zawodnicy Nottingham Forest zdobyli w tamtym sezonie aż 110 bramek. Krótki okres sukcesów nastąpił pod koniec lat pięćdziesiątych, kiedy zespół rozgrywał mecze w pierwszej lidze w 1957, a w 1959 roku wywalczył Puchar Anglii. Od tego czasu Forest zastąpił Notts County jako największy klub w mieście Nottingham. W 1972 roku, po bardzo udanym okresie gry w najwyższej klasie rozgrywkowej, Nottingham Forest spadł z pierwszej ligi.
Nottingham Forest awansował z powrotem do pierwszej ligi angielskiej po sezonie 1976–1977, kiedy ukończył zmagania w drugiej lidze na trzecim miejscu. Jako beniaminek zespół z Nottingham zdobył mistrzostwo Anglii (sezon 1977–1978). Dzięki temu stał się jednym z nielicznych zespołów, który wygrał mistrzostwo rok po awansie z drugiej ligi. W kolejnych latach Nottingham Forest FC zwyciężał w europejskich pucharach. W sezonie 1978–1979  zdobył Puchar Europy, kiedy w finale rozegranym w Monachium pokonał zespół Malmö FF 1:0. W sezonie 1979–1980 piłkarze z Nottingham ponownie triumfowali w tych rozgrywkach, pokonując drużynę Hamburg SV 1:0. Mecz finałowy rozegrano na stadionie Santiago Bernabéu w Madrycie. 
Zespół zdobył również Superpuchar Europy i dwa Puchary Ligi. Dotarł do półfinałów Pucharu UEFA w latach 1983/1984, gdzie w kontrowersyjnych okolicznościach został pokonany przez RSC Anderlecht. Ponad dziesięć lat później okazało się, że w drugiej kolejce belgijski klub przekupił sędziego, lecz ten zmarł w wypadku samochodowym, przez co kwestia pozostała nierozstrzygnięta. Sprawę oddalono, a Anderlecht oczyszczono ze wszystkich zarzutów.
Nottingham Forest w 1989 roku wygrał Puchar Ligi i Full Members' Cup. Zespół zakończył sezon na trzecim miejscu w lidze, rok później powtarzając wynik. Drużyna prowadzona przez Briana Clougha triumfowała w Puchary Ligi w 1990 roku, pokonując Oldham Athletic wynikiem 1:0. Zwycięską bramkę strzelił Nigel Jemson. Szansa na sukces pojawiła się w 1991 roku, kiedy Nottingham Forest pod wodzą Briana Clougha dotarł do finału Puchar Anglii, w którym przegrał 1:2 z Tottenhamem FC. 
Latem 1991 roku Clough dokonał rekordowego transferu, podpisując umowę z najlepszym strzelcem ligowym w tamtym okresie, napastnikiem Millwall, Teddym Sheringhamem, na łączną kwotę 2,1 miliona funtów.
W 1992 roku Nottingham Forest pokonał Southampton wynikiem 3:2 w finale Full Members' Cup (rozgrywki pucharowe prowadzone w Anglii od 1985 do 1992 roku), lecz później przegrał z Manchesterem United w Pucharze Ligi.
W maju 1993 roku do klubu powrócił Frank Clark i objął stanowisko menedżera, zastępując tym samym Briana Clougha. Drużyna zakończyła sezon na trzecim miejscu i zakwalifikowała się do Pucharu UEFA. Miało to miejsce po raz pierwszy od czasu tragedii na stadionie Heysel, w wyniku której angielskie zespoły piłkarskie zostały wykluczone z rozgrywek europejskich na pięć lat.
Clark opuścił drużynę w sezonie 1996/1997 po tym, jak znalazła się ona w strefie spadkowej.
Tuż przed świętami Bożego Narodzenia w 1996 roku, tymczasowym menedżerem został 34-letni wówczas kapitan zespołu Stuart Pearce. Pod jego wodzą klub zanotował krótkotrwałą poprawę wyników, jednak już w marcu 1997 zastąpił go Dave Bassett. Nowemu menedżerowi udało się wyciągnąć drużynę ze strefy spadkowej.
W styczniu 1999 Basset został zwolniony, a na jego miejsce zatrudniono Rona Atkinsona. 

### XXI wiek
W grudniu 2001 roku odnotowano, że klub tracił ponad 100 000 funtów tygodniowo, a jego perspektywy finansowe pogorszyły się z powodu upadku ITV Digital, który zakończył umowę z klubem. Pomimo trudności klub w sezonie 2002/2003 zajął szóste miejsce i zakwalifikował się do play-offów. W półfinale przegrał z Sheffield United. Z powodu straty kilku kluczowych zawodników i zagrożenia spadkiem do niższej ligi Paul Hart został zwolniony w lutym 2004 roku.
Na kolejnego trenera został mianowany Oe Kinnear, który poprowadził Nottingham do 14. miejsca w lidze. W sezonie 2004/2005 klub ponownie znalazł się w strefie spadkowej, co doprowadziło do rezygnacji Kinneara ze stanowiska w grudniu 2004 roku. Wtedy Mick Harford przejął tymczasowy zarząd w okresie Bożego Narodzenia, zanim Gary Megson został wyznaczony na nowego szkoleniowca. Megson nie zdołał uniknąć spadku, ponieważ klub zakończył sezon na 23. miejscu, stając się zarazem pierwszym zwycięzcą Pucharu Europy, który będzie grał na trzecim poziomie rozgrywkowym. W sezonie 2007/2008 pod wodzą Colina Calderwooda klub ponownie wrócił do Championship.
W lipcu 2012 roku klub kupiła kuwejcka rodzina Al-Hasawi. Nowi właściciele powiedzieli prasie, że mają długoterminową wizję klubu opierającą się na planie 3-5 letnim, a po rozmowie z kilkoma potencjalnymi nowymi menedżerami trenerem został Sean O’Driscoll (będący poprzednio dyrektorem Doncaster Rovers i Crawley Town).
Do 15 grudnia 2012 roku Forest, zajmujący dziewiąte miejsce z 33 punktami, był zaledwie o trzy punkty poza pozycjami gwarantującymi grę w play-offach. Plan rodziny Al-Hasawi stał się impulsem do gry w barażach o Premier League. Tego samego weekendu klub ogłosił, że Omar Al-Hasawi zrezygnował ze względów osobistych, a Fawaz Al-Hasawi został większościowym udziałowcem z 75% udziałów w klubie wraz z bratem Abdulazizem Al-Hasawim posiadającym 20% udziałów i jego kuzynem Omarem Al-Hasawim z pozostałymi 5% udziałów.
W Boxing Day 2012 roku Sean O’Driscoll został zwolniony tuż po zwycięstwie 4:2 nad Leeds United. Właściciele poinformowali o zamiarze zmiany wraz z rozpoczęciem styczniowego okna transferowego, mając nadzieję na zatrudnienie menedżera z doświadczeniem w Premier League. Na to stanowisko powołano Alexa McLeisha. Ruch ten został skrytykowany przez niektórych członków zespołu i, po upływie zaledwie 40 dni, 5 lutego 2013 roku rozwiązano umowę z Alexem McLeishem. 
Dwa dni później trenerem został Billy Davies. Nieco ponad rok później, w marcu 2014 roku klub zakończył współpracę z Daviesem po porażce 5:0 z Derby County F.C. Sezon 2020/2021 Forest zakończył na 17. miejscu w Championship, przegrywając w ostatniej kolejce z Preston North End F.C.
W dniu 18 maja 2017 roku potwierdzono, że nowym właścicielem klubu został Evangelos Marinakis, co doprowadziło do zakończenia zarządu rodziny Al-Hasawi. 
8 stycznia 2018 roku nowym trenerem Forest został Aitor Karanka, zastępując tymczasowego szkoleniowca Nottingham Gary'ego Brazil. W styczniu Karanka wzmocnił klub, sprowadzając 10 zawodników. Skończywszy sezon na 17. miejscu, w trakcie letniego okienka transferowego, trener podpisał kontrakty z 14 nowymi zawodnikami. Pomimo dobrych wyników w lidze, szkoleniowiec opuścił klub 11 stycznia 2019 r. Cztery dni później klub ogłosił, że nowym trenerem Forest będzie Martin O'Neill, były szkoleniowiec Irlandii. Nowy trener szybko wdał się w spór z niektórymi graczami pierwszego składu i już w czerwcu tego samego roku został zwolniony. W 18 minut po ogłoszeniu tej informacji klub przedstawił nowego szkoleniowca – Sabriego Lamouchiego. 
W pierwszym sezonie Lamouchi zajął razem z Nottingham 7. miejsce w Championship, po porażce w końcówce sezonu ze Stoke City. Po słabym początku sezonu 2020-2021, 6 października 2020 roku Lamouchi został zwolniony, a na jego miejsce zatrudniono byłego menedżera Brighton, Chrisa Hughtona. 
Przygoda nowego szkoleniowca w klubie trwała zaledwie 11 miesięcy. Po tym, jak w sezonie 2021–2022 nie wygrał on żadnego z pierwszych 7 meczów, co stanowiło najgorszy start od 108 lat, 16 września został zwolniony z funkcji menedżera zespołu. Na jego miejsce, 21 września 2021 pozyskano Steve’a Coopera, który całkowicie odmienił styl gry zespołu, decydując się na taktykę z trójką obrońców. Drużyna szybko poprawiła wyniki i po 5 następnych kolejkach dorobek punktowy drużyny powiększył się o 13 punktów. 
W pierwszej kadencji nowego trenera zespół poniósł zaledwie 6 porażek w 38 meczach, co pozwoliło drużynie uzyskać czwartą lokatę w klasyfikacji Championship. W barażach o awans do Premier League klub pokonał Sheffield United oraz Huddersfield i po 23 latach powrócił na najwyższy stopień rozgrywek w Anglii.
W pierwszym sezonie po powrocie do elity klub ze Steve'em Cooperem za sterami zajął 16. miejsce w tabeli Premier League. Zdobywając 38 punktów, wyprzedził spadające do EFL Championship z 18. miejsca Leicester City o 4 punkty.
Sezon 2023/2024 zespół zakończył na 17. miejscu z dorobkiem 32 punktów, już nie ze Steve'em Cooperem na ławce trenerskiej, ponieważ został on zwolniony 19 grudnia 2023 roku. Na tym stanowisku zastąpił go Nuno Espirito Santo, któremu udało się utrzymać klub na pierwszym poziomie rozgrywkowym w Anglii. 
Sezon 2024/2025 zespół zakończył na 7. miejscu posiadając 65 punktów. Ich bramkarz Matz Sels był najlepszym bramkarzem sezonu. Zakwalifikowali się do Ligi Konferencji, ale ponieważ właściciel klubu co wygrał puchar Anglii Crystal Palace o imieniu John Textor był także właścicielem francuskiego klubu Olympique Lyon, Nottingham został przeniesiony do Ligi Europy

## Sukcesy
- Mistrzostwo Anglii: 1978
- Puchar Europy Mistrzów Krajowych: 1979, 1980
- Puchar Anglii: 1898, 1959
- Puchar Ligi Angielskiej: 1978, 1979, 1989, 1990
- Tarcza Dobroczynności: 1979
- Superpuchar Europy: 1980
- Mistrz drugiej Ligi Angielskiej: 1998, 1922, 1907
- Mistrz trzeciej Ligi Angielskiej: 1951

## Stadion
Od 1898 roku Nottingham Forest rozgrywa mecze domowe na City Ground w West Bridgford, nad brzegiem rzeki Trent. 
Przed przeniesieniem się na City Ground, Forest rozgrywał swoje mecze u siebie na Forest Recreation Ground, następnie na Trent Bridge i wreszcie na specjalnie zbudowanym Town Ground.

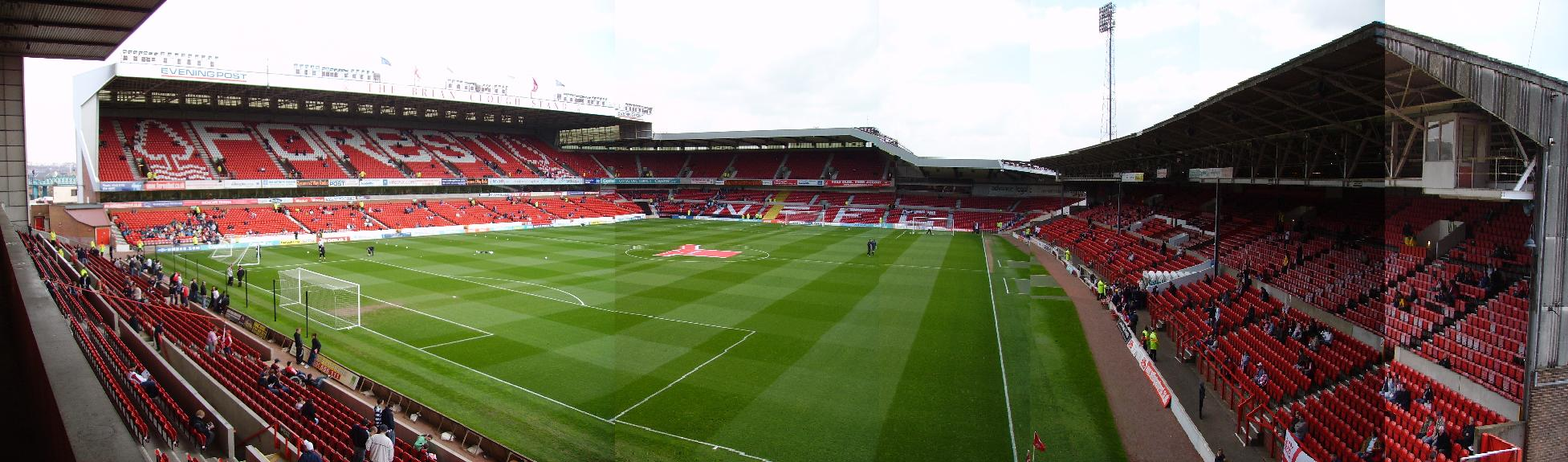
Panorama stadionu z górnego sektora trybuny Trent End

W latach 1994–1996 przebudowano trybunę Trent End. Decyzja o jej modernizacji była związana z wyborem City Ground na jedną z aren turnieju Euro 1996. Po przebudowie trybuna mieściła 7 338 miejsc, co pozwoliło uzyskać pojemność stadionu liczącą 30 576 miejsc siedzących.
City Ground znajduje się 300 metrów od stadionu Meadow Lane w hrabstwie Notts po przeciwnej stronie Trent, co oznacza, że te dwa stadiony są najbliższymi geograficznie profesjonalnymi stadionami piłkarskimi w Anglii.

## Obecny skład
Stan na 20 sierpnia 2025.
| Nr | Poz. | Piłkarz                          |
| -- | ---- | -------------------------------- |
| 3  | OB   | Neco Williams                    |
| 4  | OB   | Morato                           |
| 5  | OB   | Murillo                          |
| 6  | PO   | Ibrahim Sangaré                  |
| 7  | NA   | Callum Hudson-Odoi               |
| 8  | PO   | Elliot Anderson                  |
| 9  | NA   | Taiwo Awoniyi                    |
| 10 | PO   | Morgan Gibbs-White (wicekapitan) |
| 11 | NA   | Chris Wood                       |
| 14 | NA   | Dan Ndoye                        |
| 15 | NA   | Arnaud Kalimuendo                |
| 16 | PO   | Nicolás Domínguez                |
| 17 | OB   | Eric da Silva Moreira            |
| 18 | BR   | Angus Gunn                       |
| 19 | NA   | Igor Jesus                       |

| Nr | Poz. | Piłkarz              |
| -- | ---- | -------------------- |
| 20 | NA   | Jota Silva           |
| 21 | NA   | Omari Hutchinson     |
| 22 | PO   | Ryan Yates (kapitan) |
| 23 | OB   | Jair Cunha           |
| 24 | PO   | James McAtee         |
| 25 | NA   | Emmanuel Dennis      |
| 26 | BR   | Matz Sels            |
| 27 | OB   | Omar Richards        |
| 30 | OB   | Willy Boly           |
| 31 | OB   | Nikola Milenković    |
| 32 | PO   | Marko Stamenic       |
| 34 | OB   | Ola Aina             |
| 36 | OB   | David Carmo          |
| 38 | PO   | Josh Bowler          |
| 44 | OB   | Zach Abbott          |

## Najlepszy gracz roku w klubie
| Rok  | Zwycięzca        |
| ---- | ---------------- |
| 1977 | Tony Woodcock    |
| 1978 | Kenny Burns      |
| 1979 | Garry Birtles    |
| 1980 | Larry Lloyd      |
| 1981 | Kenny Burns      |
| 1982 | Peter Shilton    |
| 1983 | Steve Hodge      |
| 1984 | Chris Fairclough |
| 1985 | Jim McInally     |
| 1986 | Nigel Clough     |
| 1987 | Des Walker       |
| 1988 | Nigel Clough     |
| 1989 | Stuart Pearce    |
| 1990 | Des Walker       |
| 1991 | Stuart Pearce    |
| 1992 | Des Walker       |

| Rok  | Zwycięzca            |
| ---- | -------------------- |
| 1993 | Steve Sutton         |
| 1994 | David Phillips       |
| 1995 | Steve Stone          |
| 1996 | Stuart Pearce        |
| 1997 | Colin Cooper         |
| 1998 | Pierre van Hooijdonk |
| 1999 | Alan Rogers          |
| 2000 | Dave Beasant         |
| 2001 | Chris Bart-Williams  |
| 2002 | Gareth Williams      |
| 2003 | David Johnson        |
| 2004 | Andy Reid            |
| 2005 | Paul Gerrard         |
| 2006 | Ian Breckin          |
| 2007 | Grant Holt           |
| 2008 | Julian Bennett       |

| Rok  | Zwycięzca          |
| ---- | ------------------ |
| 2009 | Chris Cohen        |
| 2010 | Lee Camp           |
| 2011 | Luke Chambers      |
| 2012 | Garath McCleary    |
| 2013 | Chris Cohen        |
| 2014 | Andy Reid          |
| 2015 | Michail Antonio    |
| 2016 | Dorus de Vries     |
| 2017 | Eric Lichaj        |
| 2018 | Ben Osborn         |
| 2019 | Joseph Lolley      |
| 2020 | Matty Cash         |
| 2021 | Joe Worrall        |
| 2022 | Scott McKenna      |
| 2023 | Morgan Gibbs-White |
| 2024 | Murillo            |
| 2025 | Nikola Milenković  |

## Europejskie puchary
Legenda do wszystkich tabel:
- Q – runda eliminacyjna, 1/16, 1/8, 1/4, 1/2 – odpowiednia faza rozgrywek, Grupa – runda grupowa, 1r gr – pierwsza runda grupowa, 2r gr – druga runda grupowa, F – finał, R – runda, PO – play-off
- k. – rzuty karne, los. – losowanie, Dogr. – dogrywka, w. – zasada bramek strzelonych na wyjeździe

| Sezon   | Rozgrywki              | Runda       | Klub                    | Dom     | Wyjazd  | Ogólnie    |
| ------- | ---------------------- | ----------- | ----------------------- | ------- | ------- | ---------- |
| 1961/62 | Puchar Miast Targowych | 1R          | Valencia CF             | 1–5     | 0–2     | 1–7        |
| 1967/68 | Puchar Miast Targowych | 1R          | Eintracht Frankfurt     | 4–0     | 1–0     | 5–0        |
| 1967/68 | Puchar Miast Targowych | 2R          | FC Zürich               | 2–1     | 0–1     | 2–2, w.    |
| 1978/79 | Puchar Europy          | 1R          | Liverpool               | 2–0     | 0–0     | 2–0        |
| 1978/79 | Puchar Europy          | 1/8         | AEK Ateny               | 5–1     | 2–1     | 7–2        |
| 1978/79 | Puchar Europy          | 1/4         | Grasshopper Club Zürich | 4–1     | 1–1     | 5–2        |
| 1978/79 | Puchar Europy          | 1/2         | 1. FC Köln              | 3–3     | 1–0     | 4–3        |
| 1978/79 | Puchar Europy          | F           | Malmö FF                | 1–0 (N) | 1–0 (N) | 1–0 (N)    |
| 1979    | Superpuchar Europy     | F           | FC Barcelona            | 1–0     | 1–1     | 2–1        |
| 1979/80 | Puchar Europy          | 1R          | Östers IF               | 2–0     | 1–1     | 3–1        |
| 1979/80 | Puchar Europy          | 1/8         | Argeș Pitești           | 2–0     | 2–1     | 4–1        |
| 1979/80 | Puchar Europy          | 1/4         | BFC Dynamo Berlin       | 0–1     | 3–1     | 3–2        |
| 1979/80 | Puchar Europy          | 1/2         | AFC Ajax                | 2–0     | 0–1     | 2–1        |
| 1979/80 | Puchar Europy          | F           | Hamburger SV            | 1–0 (N) | 1–0 (N) | 1–0 (N)    |
| 1980    | Superpuchar Europy     | F           | Valencia CF             | 2–1     | 0–1     | 2–2, w.    |
| 1980/81 | Puchar Europy          | 1R          | CSKA Sofia              | 0–1     | 0–1     | 0–2        |
| 1983/84 | Puchar UEFA            | 1R          | FC Vorwärts Frankfurt   | 2–0     | 1–0     | 3–0        |
| 1983/84 | Puchar UEFA            | 2R          | PSV Eindhoven           | 1–0     | 2–1     | 3–1        |
| 1983/84 | Puchar UEFA            | 1/8         | Celtic F.C.             | 0–0     | 2–1     | 2–1        |
| 1983/84 | Puchar UEFA            | 1/4         | Sturm Graz              | 1–0     | 1–1     | 2–1, Dogr. |
| 1983/84 | Puchar UEFA            | 1/2         | RSC Anderlecht          | 2–0     | 0–3     | 2–3        |
| 1984/85 | Puchar UEFA            | 1R          | Club Brugge             | 0–0     | 0–1     | 0–1        |
| 1995/96 | Puchar UEFA            | 1R          | Malmö FF                | 1–0     | 1–2     | 2–2, w.    |
| 1995/96 | Puchar UEFA            | 2R          | AJ Auxerre              | 0–0     | 1–0     | 1–0        |
| 1995/96 | Puchar UEFA            | 1/8         | Olympique Lyon          | 1–0     | 0–0     | 1–0        |
| 1995/96 | Puchar UEFA            | 1/4         | Bayern Monachium        | 1–5     | 1–2     | 2–7        |
| 2025/26 | Liga Europy            | Faza ligowa |                         | – (D)   | – (D)   | –          |
| 2025/26 | Liga Europy            | Faza ligowa | – (W)                   |         |         | –          |
| 2025/26 | Liga Europy            | Faza ligowa | – (D)                   |         |         | –          |
| 2025/26 | Liga Europy            | Faza ligowa | – (W)                   |         |         | –          |
| 2025/26 | Liga Europy            | Faza ligowa | – (D)                   |         |         | –          |
| 2025/26 | Liga Europy            | Faza ligowa | – (W)                   |         |         | –          |
| 2025/26 | Liga Europy            | Faza ligowa | – (D)                   |         |         | –          |
| 2025/26 | Liga Europy            | Faza ligowa | – (W)                   |         |         | –          |